# Shen Longyuan
Shen Longyuan (沈龍元T, 沈龙元S, Shěn LóngyuánP; Shanghai, 2 marzo 1985) è un calciatore cinese, centrocampista del Shanghai Jiading Booking.

## Carriera
Esordisce in Nazionale maggiore nel 2008, in un'amichevole contro la Thailandia.